# 尤色菲尹猶太會堂

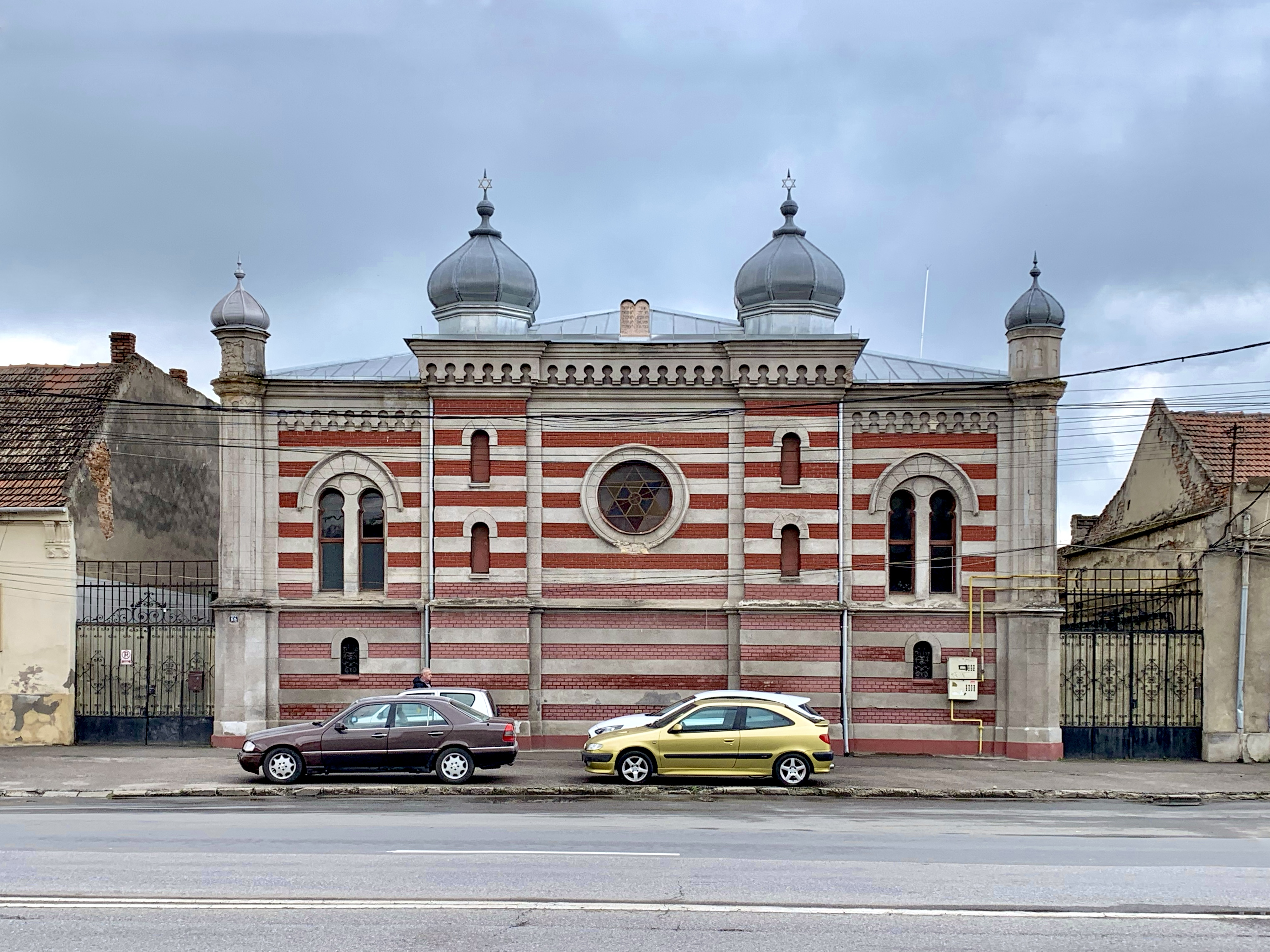
尤色菲尹猶太會堂

尤色菲尹猶太會堂（Iosefin Synagogue）是羅馬尼亞城市蒂米什瓦拉的一座猶太會堂，位於尤色菲尹地區。這座猶太會堂修建於1895年，是蒂米什瓦拉市內的三座大型猶太會堂之一，現在仍在使用。會堂街區內還有猶太人學校。